# アメリカ反帝国主義連盟

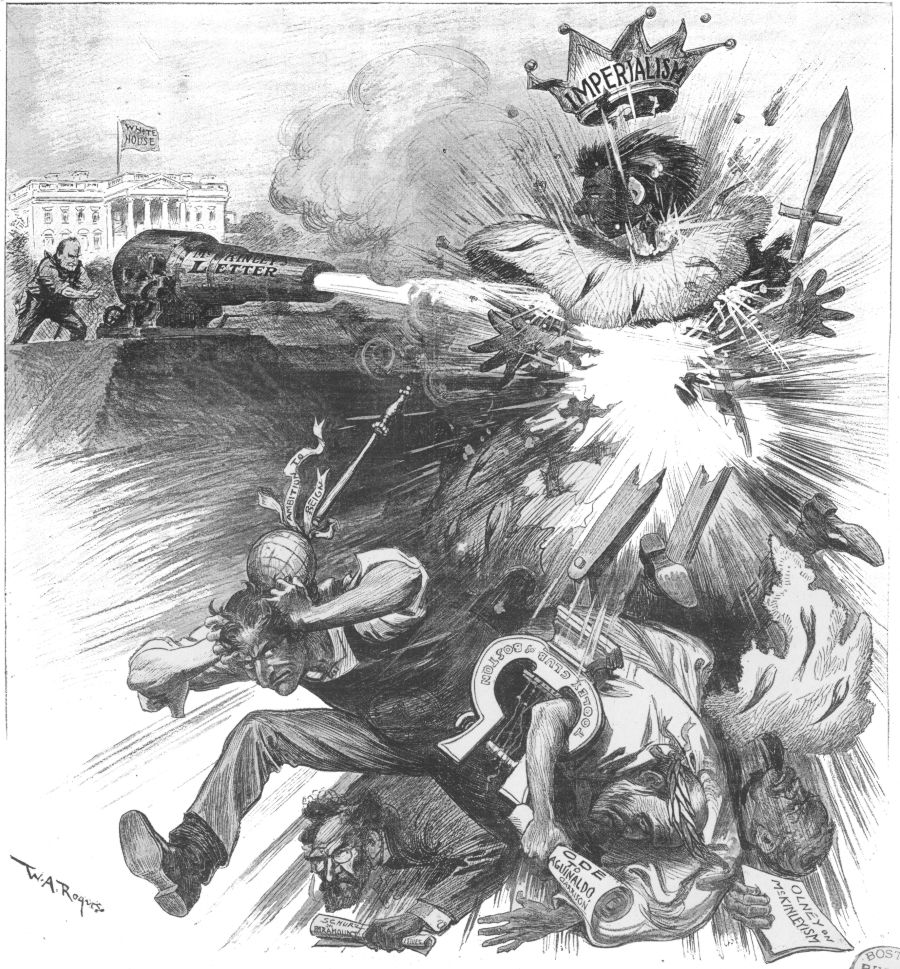
1900年9月22日に政治雑誌Harper's Weeklyに掲載された W.A. Rogers の漫画。ウィリアム・マッキンリー大統領が「マッキンリーの手紙」と書かれた大砲を発射し、「帝国主義」と書かれた王冠をかぶった藁人形を爆破している。

アメリカ反帝国主義連盟（アメリカはんていこくしゅぎれんめい、英語: American Anti-Imperialist League）は、1898年から1921年まで存在したアメリカ合衆国の政治団体。

## 概要
アメリカ反帝国主義連盟は、1898年6月15日にアメリカ合衆国によるフィリピン併合に反対して結成された。
反帝国主義者は、被治者の同意の必要性などの共和主義の精神を帝国主義者が破壊すると考え、領土拡大に反対した。彼らは、商業や憲法、宗教、人道関連などの拡大には反対しなかったが、未開発の熱帯地方領域の併合や統治は、アメリカ独立宣言やジョージ・ワシントンの辞任演説、エイブラハム・リンカーンのゲティスバーグ演説などの理念であるアメリカの自治と独立の理念の放棄を意味すると考えた。
1900年の大統領選挙と連邦議会選挙で、アメリカ帝国主義を強力に推進する若い「進歩主義者」に対して反帝国主義連盟は古い世代を代表して対決したが敗北し、新しい時代は進歩の時代と呼ばれることになった。
1910年代の反帝国主義連盟は、それまでの反戦活動にもかかわらず、アメリカ合衆国の第一次世界大戦参戦に反対しなかったが、何名かの個々のメンバーは参戦に反対した。1920年代になって従来の力を失った反帝国主義連盟は1921年に解散した。

## 著名なメンバー
- チャールズ・フランシス・アダムズ (2世) - 鉄道会社社長
- ジェーン・アダムズ - 改革者
- Edward Atkinson - 活動家
- アンブローズ・ビアス - ジャーナリスト、作家
- ジョージ・バウトウェル - 政治家
- アンドリュー・カーネギー - 実業家
- マーク・トウェイン (Samuel Clemens) - 作家
- グロバー・クリーブランド - 前大統領
- ジョン・デューイ - 哲学者
- en:Finley Peter Dunne - ユーモアリスト
- en:Edwin Lawrence Godkin - 雑誌「en:The Nation」(1865-99)の共同創立者
- サミュエル・ゴンパーズ - 労働運動指導者
- en:William Dean Howells - 編集者
- ヘンリー・ジェイムズ - 作家
- ウィリアム・ジェームズ - 哲学者、心理学者
- デイビッド・スター・ジョーダン - 大学学長
- en:Josephine Shaw Lowell - 改革者
- en:Edgar Lee Masters - 詩人
- en:William Vaughn Moody - 詩人
- カール・シュルツ - 政治家
- en:Moorfield Storey - 法律家
- ウィリアム・グラハム・サムナー - 経済学者
- en:Oswald Garrison Villard - 編集者

## 関連資料
- Thomas A. Bailey, "Was the Presidential Election of 1900 A Mandate on Imperialism?" Mississippi Valley Historical Review, Vol. 24, No. 1 (Jun., 1937), pp. 43-52 in JSTOR
- Robert L. Beisner, Twelve against Empire: The Anti-Imperialists, 1898—1900 (1968)
- David T. Beito and Linda Royster Beito, "Gold Democrats and the Decline of Classical Liberalism, 1896-1900," Independent Review 4 (Spring 2000), 555-75.
- Fred H. Harrington, "The Anti-Imperialist Movement in the United States, 1898-1900," Mississippi Valley Historical Review, Vol. 22, No. 2 (Sep., 1935), pp. 211-230 in JSTOR
- Fred Harvey Harrington, "Literary Aspects of American Anti-Imperialism 1898-1902," New England Quarterly, Vol. 10, No. 4 (Dec., 1937), pp. 650-667 in JSTOR
- William E. Leuchtenburg, "Progressivism and Imperialism: The Progressive Movement and American Foreign Policy, 1898-1916," Mississippi Valley Historical Review, Vol. 39, No. 3 (Dec., 1952), pp. 483-504 in JSTOR
- Julius Pratt, Expansionists of 1898: The Acquisition of Hawaii and the Spanish Islands (1936) pp  266—78
- E. Berkeley Tompkins, Anti-Imperialism in the United States: The Great Debate, 1890—1920. (1970)
- Mark Twain. Jim Zwick, ed. Mark Twain's Weapons of Satire: Anti-Imperialist Writings on the Philippine-American War. (Syracuse University Press: July 1, 1992) ISBN 0-8156-0268-5
- Richard E. Welch, Jr., Response to Imperialism: The United States and the Philippine-American War, 1899—1902 (1978)
- William George Whittaker, "Samuel Gompers, Anti-Imperialist," Pacific Historical Review, Vol. 38, No. 4 (Nov., 1969), pp. 429-445 in JSTOR
- Jim Zwick, Friends of the Filipino People Bulletin
- Jim Zwick,  Militarism and Repression in the Philippines
- Jim Zwick,  Prodigally Endowed with Sympathy for the Cause: Mark Twain's Involvement with the Anti-Imperialist League (Ephemera Society of America (January 1, 1992) ASIN B0006R8RJ8